# Crocidura annamitensis
Crocidura annamitensis és una espècie de musaranya del Vietnam, a la serralada Annamita. És petita (mesura 60 mm sense comptar la cua) i de color gris. Té una cua relativament curta que fa entre el 57% i el 61% de la llargada del cap i el cos. Fou descrita el 2009 juntament amb C. guy i C. cranbrooki, dues altres espècies d'Indoxina. El seu nom específic, annamitensis, es refereix al seu lloc d'origen.